# 西川義教
西川 義教（にしかわ よしのり、1962年8月4日 - ）は、日本の実業家。愛媛銀行代表取締役頭取。

## 人物・経歴
愛媛県出身。1985年山口大学経済学部卒業、愛媛相互銀行入行。2002年愛媛銀行森松支店長。2004年愛媛銀行大洲支店長。2006年愛媛銀行三島支店長。2008年愛媛銀行本店営業部副部長。2012年愛媛銀行本店営業部副部長兼法人推進部長。2012年愛媛銀行取締役本店営業部長兼県立中央病院出張所長。2015年愛媛銀行取締役東京支店長。2017年年愛媛銀行常務取締役。2017年愛媛銀行専務代表取締役。2018年愛媛銀行代表取締役頭取。2020年第二地方銀行協会会長、全国銀行協会副会長（任期１年）。2025年第二地方銀行協会会長、全国銀行協会副会長（任期１年）。